# Železniško postajališče Maribor Sokolska
Železniško postajališče Maribor Sokolska je eno izmed železniških postajališč v Sloveniji, ki oskrbuje mariborsko zahodno predmestje Studenci. Ime je dobilo po Sokolski ulici, ki se prične ravno v bližini postajališča.

## Zgodovina
Postajališče je bilo zgrajeno leta 2002 na železniškem nadvozu nad istega leta zgrajenim delom mariborske zahodne obvoznice (nad Ulico heroja Šercerja). Namen je bil nadomestiti neustrezno postajališče Hidromontaža, ki je stalo nekoliko dlje proti zahodu. Čeprav so novo postajališče takoj vnesli v uradni vozni red, so vlaki zaradi nepridobljenega uporabnega dovoljenja še tri leta ustavljali le na uradno že ukinjenem postajališču Hidromontaža. Šele leta 2005 so se rešili denacionalizacijski zapleti z nekaterimi okoliškimi zemljišči in postajališče Sokolska je končno dobilo uporabno dovoljenje.  Prvi vlak je na njem ustavil v nedeljo 12. junija 2005 ob 14.44.